# Тарон Еджертон
Тарон Девід Еджертон (іноді помилково Еґертон, англ. Taron David Egerton, нар. 10 листопада 1989, Беркенгед, Велика Британія) — валлійський актор англійського походження. Дебютував у ролі Денніса (Есбо) Северса в британському телесеріалі «Дим». Найвідомішим став завдяки ролі Гері «Еггзі» Анвіна у фільмах про таємну міжнародну організацію Kingsman: «Kingsman: Таємна служба» та «Кінгсман: Золоте кільце», а також завдяки ролі співака Елтона Джона в біографічному мюзиклі «Рокетмен» (2019), останній з яких приніс йому премію «Золотий глобус» за найкращу чоловічу роль (мюзикл або комедія).
У 2015 Тарон Еджертон потрапив у список «Найбільш стильно одягнених чоловіків» (40-е місце) за версією журналу GQ.

## Дитинство та освіта
Тарон Еджертон народився в місті Беркенгед, боро Віррал в графстві Мерсісайд, Велика Британія. Його ім'я є помилкою слова «таран», що з валлійського перекладається як «грім». У віці 12 років разом з родиною переїхав в Аберіствіт. Його батько керує мережею готелів, а мати працює в сфері соціальних послуг. Протягом 8 місяців Тарон працював в магазині Peacoks, а також недовгий час був волонтером в Кенії.
Він навчався в школі Ysgol Penglais School, в районі Аберіствіту під назвою Вайнваур. 2011 року під час навчання в академії переміг у номінації «Студент року» у конкурсі Суспільства Стівена Сондхайма. Він почав зніматись у віці 15 років. Пізніше Еджертон отримав стипендію і відвідував престижну Королівську академію драматичного мистецтва, яку закінчив у 2012 році.

## Кар'єра
Першою роботою Тарона стала епізодична роль в серіалі «Льюїс». Пізніше його додали до основного складу серіалу «Дим» телеканалу Sky One.
Свою дебютну «проривну» роль актор зіграв у фільмі «Kingsman: Таємна служба» (2015). Фільм здобув позитивні відгуки критиків, його IMDb-рейтинг складає 7,8. 2017 року вийшов сиквел — фільм «Кінгсман: Золоте кільце».
26 лютого 2016 у США вийшла на екрани спортивна трагікомедія «Едді „Орел“», де Тарон зіграв роль Едді Едвардса, знаменитого британського участника Олімпійських ігор. 2016 року був номінований на премію BAFTA в категорії «Висхідна зірка».
Еджертон зіграв роль співака Елтона Джона в біографічному музичному фільмі Rocketman. Фільм вийшов у 2019 році, а підготовку розпочали ще у 2016. Актор в інтерв'ю виданню Entertaiment розповів, що для ролі він навчився грати на фортепіано в стилі Елтона Джона і співав наживо в кожному дублі під час зйомок. Відбулися також фізичні перетворення: була намальована щілина між передніми зубами, виголена лінія волосся, щоб імітувати раннє облисіння Джона. Крім цього, протягом фільму Еджертон трохи змінював голос (роблячи його глибшим) і акцент.
Еджертон багато прем'єр, показів та премій відвідував разом з Елтоном Джоном, його чоловіком Девідом, партнерами по фільму та режисером. Він також приєднався до легендарної рок-зірки на сцені в Лос-Анджелеському театрі, щоб заспівати декілька дуетів наживо під час показу фільму (показ супроводжував оркестр). Актор розповів, що навіть потоваришував зі співаком та його родиною: «Я не можу пояснити вам, як це дивно стати таким близьким з кимось, кого ви зображуєте. Раніше я приходив до нього додому і моє серце стрибало, перш ніж він підходив до дверей, тому що — це Елтон Джон. Але зараз це вже нормальна річ, бути частиною життя Елтона, Девіда та їхніх синів».
Критики високо оцінили гру актора. Зокрема, кінокритики з видання The Washington Post написали «Еджертон — єдина причина подивитися „Рокетмена“. Можливо, це історія Елтона Джона, але пісня Еджертона». Інші критики у своїх рецензіях зазначили, що «Це приголомшливий виступ, тонкий і емоційно розумний, але розслаблений, сповнений натхнення та спритності. Еджертон вклав у роботу всю повноту свого таланту, і це часом давало приголомшливі результати».
Еджертон отримав за роль 30 нагород і номінацій, зокрема здобув престижну премію Золотий глобус за найкращу чоловічу роль — мюзикл або комедія.

## Благодійність
У 2019 році Тарон Еджертон брав участь у благодійному заході на підтримку Фонду Елтона Джона проти СНІДу. Мета заходу — зібрати кошти на інноваційну профілактику ВІЛ, освітні програми та безпосередню допомогу Віл-інфікованим. Захід зібрав понад 6 мільйонів доларів (4,8 мільйона фунтів стерлінгів).
У 2020 актор опублікував відеозвернення у твітері та закликав своїх підписників підтримати благодійну організацію The Care Society у Середньому Уельсі. Організація допомагає людям у сільській місцевості, що опинились у скрутному становищі, втратили житло або тимчасово бездомні. Допомога проявляється у вигляді надання тимчасового житла, правових консультацій, надання господарських товарів, підтримку молоді, яка немає безпечних умов для проживання.
Еджертон разом з британськими колегами-акторами Бенедиктом Камбербетчем та Едді Редмейном є послом Асоціації хвороб моторних нейронів (MND). Мета такої співпраці — підвищити обізнаність про захворювання моторних нейронів, залучити кошти на дослідження цих хвороб, надати інформаційну підтримку пацієнтам та їхнім опікунам, полегшити доступ до медичного обслуговування. Актор втратив свою бабусю через хворобу моторних нейронів у 2003 році. У лютому 2015 року він провів показ фільму «Кінгсмен: Секретна служба» у місті Аберіствіт (де він жив з дитинства), під час якого відбувався захід зі збору коштів, щоб підтримати та принести користь місцевій філії асоціації MND Південно-Західного Уельсу (всього асоціація має 89 філій в Англії, Уельсі та Північній Ірландії).

## Фільмографія

### Кіно
| Рік  | Назва                      | Ориг. назва                  | Роль                | Примітки        |
| ---- | -------------------------- | ---------------------------- | ------------------- | --------------- |
| 2012 | «Поп»                      | Pop                          | Енді                | короткометражка |
| 2013 | «Прийдешнє»                | Hereafter                    | Тамерланом          | короткометражка |
| 2014 | «Спогади про майбутнє»     | Testament of Youth           | Едвард Бриттейн     |                 |
| 2014 | «Kingsman: Таємна служба»  | Kingsman: The Secret Service | Гері «Еггзі» Анвін  |                 |
| 2015 | «Легенда»                  | Legend                       | Едвард Сміт         |                 |
| 2015 | «Едді „Орел“»              | Eddie the Eagle              | Едді «Орел» Едвардс |                 |
| 2016 | «Співай»                   | Sing                         | Джонні              | озвучка         |
| 2017 | «Kingsman: Золоте кільце»  | Kingsman: The Golden Circle  | Гері «Еггзі» Анвін  |                 |
| 2018 | «Клуб молодих мільярдерів» | Billionaire Boys Club        | Дін Карні           |                 |
| 2018 | «Робін Гуд: Початок»       | Robin Hood: Origins          | Робін Гуд           |                 |
| 2019 | «Рокетмен»                 | Rocketman                    | Елтон Джон          |                 |
| 2021 | «Співай 2»                 | Sing 2                       | Джонні              | озвучка         |
| 2023 | «Тетріс»                   | Tetris                       | Хенк Роджерс        |                 |
| 2024 | «Ручна поклажа»            | Carry-On                     | Ітан Копек          |                 |

### Телебачення
| Рік  | Назва             | Ориг. назва | Роль                 | Примітки                                       |
| ---- | ----------------- | ----------- | -------------------- | ---------------------------------------------- |
| 2013 | «Інспектор Льюїс» | Lewis       | Ліам Джей            | 2 епізоди (7 сезон 3 і 4 серії «Ramblin' Boy») |
| 2014 | «Дим»             | The Smoke   | Денніс (Эсбо) Северс | 8 епізодів                                     |
| 2022 | «Чорний птах»     | Black Bird  | Джеймс (Джиммі) Кін  | мінісеріал                                     |

## Дискографія

### Саундтреки
| Rocketman (з Елтоном Джоном)         | - Реліз: 24 травня 2019 - Лейбл: EMI, Interscope - Формат: CD, LP, цифрове азвантаження | 5 | 6 | 38 | — | 55 | 67 | 81 | — | 9 | 4 | - BPI: Gold |
| «—» релізи, що не потрапили у чарти. |                                                                                         |   |   |    |   |    |    |    |   |   |   |             |

### Інші релізи
| Назва                               | Рік  | Інші виконавці                                             | Альбом                                           |
| ----------------------------------- | ---- | ---------------------------------------------------------- | ------------------------------------------------ |
| «Thrill Me»                         | 2016 | Orchestral Manoeuvres In The Dark, Г'ю Джекман             | Fly (Songs Inspired by the Film Eddie the Eagle) |
| «The Way I Feel Inside»             | 2016 | —                                                          | Sing: Original Motion Picture Soundtrack         |
| «I'm Still Standing»                | 2016 | —                                                          | Sing: Original Motion Picture Soundtrack         |
| «Let's Go Crazy»                    | 2022 | Торі Келлі, Різ Візерспун, Нік Кролл                       | Sing 2: Original Motion Picture Soundtrack       |
| «Where the Streets Have No Name»    | 2022 | Торі Келлі, Скарлетт Йоганссон, Різ Візерспун, Нік Кролл   | Sing 2: Original Motion Picture Soundtrack       |
| «There's Nothing Holdin' Me Back»   | 2022 | Торі Келлі                                                 | Sing 2: Original Motion Picture Soundtrack       |
| «A Sky Full of Stars»               | 2022 | —                                                          | Sing 2: Original Motion Picture Soundtrack       |
| «Christmas (Baby Please Come Home)» | 2022 | Кеке Палмер, Торі Келлі, Різ Візерспун, Скарлетт Йоганссон | Sing 2: Original Motion Picture Soundtrack       |

## Нагороди та номінації
| Нагорода                                | Рік  | Категорія                                   | Номінант / Робота         | Результат | Прим.  |
| --------------------------------------- | ---- | ------------------------------------------- | ------------------------- | --------- | ------ |
| BAFTA Film Awards                       | 2016 | Зірка, яка сходить                          | Тарон Еджертон            | Номінація |        |
| BAFTA Film Awards                       | 2020 | Найкраща чоловіча роль                      | «Рокетмен»                | Номінація |        |
| Золотий глобус                          | 2020 | Найкраща чоловіча роль — комедія або мюзикл | «Рокетмен»                | Перемога  | [ 13 ] |
| Премія Гільдії кіноакторів США          | 2020 | Найкраща чоловіча роль                      | «Рокетмен»                | Номінація |        |
| Супутник                                | 2019 | Найкращий актор —комедія або мюзикл         | «Рокетмен»                | Перемога  |        |
| Премія Лондонського гуртка кінокритиків | 2020 | Британський / ірландський актор року        | «Рокетмен»                | Номінація |        |
| Сатурн                                  | 2016 | Найкращий кіноактор                         | «Kingsman: Таємна служба» | Номінація |        |